# Isoberlinia doka
Isoberlinia doka ist eine Pflanzenart aus der Gattung Isoberlinia in der Unterfamilie der Johannisbrotgewächse (Caesalpinioideae) innerhalb der Familie der Hülsenfrüchtler (Fabaceae). Sie ist in Savannen und Trockenwäldern des tropischen Afrikas heimisch.

## Beschreibung

### Erscheinungsbild, Rinde und Blatt
Isoberlinia doka wächst meist als kleiner bis mittelgroßer, langsamwüchsiger, halbimmergrüner Baum und erreicht Wuchshöhen von bis zu 25 Meter. Manchmal wächst sie aber auch nur als kleiner Zwergstrauch. Der Stamm erreicht meist Längen von 4 bis 6 Meter, maximal bis zu 12 Meter; er ist gerade und zylindrisch oder verdreht und erreicht Durchmesser von über 75 Zentimeter. Junge Bäume besitzen eine glatte Borke, die in späteren Jahren in großen Schuppen abblättert. Die Innenrinde ist rot. Die Baumkrone ist ziemlich schmal und offen. Die Rinde der Zweige ist graubraun und anfangs behaart und später verkahlend.
Die wechselständig angeordneten Laubblätter sind in Blattstiel und -spreite gegliedert. Der Blattstiel ist 6 bis 12 Zentimeter lang und die Blattspindel ist 10 bis 25 Zentimeter lang. Die Blattspreite ist paarig gefiedert mit meist drei (zwei bis vier) Paaren von gegenständig angeordneten Fiederblättchen. Die ganzrandigen und kurz gestielten, ledrigen, kahlen Blättchen sind bei einer Länge von 6 bis 25 Zentimeter sowie einer Breite von 3 bis 13 Zentimeter eiförmig bis elliptisch und leicht asymmetrisch mit einer runden Basis und einem stumpfen bis spitzem oberen Ende. Die meist abfallenden Nebenblätter sind 2,5 Zentimeter lang sowie 2 Zentimeter breit und an ihrer Basis mehr oder weniger verwachsen.

### Blütenstand und Blüte
Die end- oder achselständigen, fast kahlen und vielblütigen Gesamtblütenstände sind 10 bis 30 Zentimeter lange Rispen. Die duftenden, zwittrigen, kurz gestielten Blüten sind fast radiärsymmetrisch und fünfzählig mit doppelter Blütenhülle. Es sind zwei feinhaarige, relativ große und bootförmige Deckblätter vorhanden. Es ist ein kleiner Blütenbecher und schmal-dreieckige Kelchblätter vorhanden. Die fünf weißlichen, spießförmigen Kronblätter sind fast gleich, eines ist aber sichtbar größer. Die zehn langen Staubblätter mit schlanken Staubfäden sind frei. Das kurz gestielte, mittelständige, einzige Fruchtblatt ist behaart. Der lange Griffel ist fadenförmig.

### Frucht und Samen
Die bei Reife braune, fein diagonal gestreifte, flache und große Hülsenfrucht ist bei einer Länge von 15 bis 30 Zentimeter sowie einer Breite von 5 bis 8 Zentimeter länglich bis spatelförmig. Anfangs ist sie kurz behaart, danach zunehmend verkahlend, sie öffnet sich mit zwei ledrigen Klappen und enthält etwa vier bis fünf Samen. Die Früchte öffnen und verdrehen sich explosiv und schleudern die Samen aus. Die beigen, scheibenförmigen und flachen Samen sind rundlich.

### Phänologie
Isoberlinia doka kann schon ab einer Größe von 2 bis 3 Meter anfangen zu blühen. Die Blütezeit liegt in der Trockenzeit; in der Elfenbeinküste und in Nigeria blühen die Bäume zwischen Januar bis Februar oder März und die Fruchtbildung ist etwa im Juli abgeschlossen.

## Taxonomie
Die Art Isoberlinia doka wurde von John Henry Holland nach William Grant Craib und Otto Stapf 1911 in Bull. Misc. Inform. Kew, Addit. Ser. 9(2): 267 erstbeschrieben.

## Vorkommen
Isoberlinia doka gedeiht in Savannen und Trockenwäldern zwischen der Sahara und den guineo-kongolesischen Regenwäldern von Guinea bis Uganda.
Isoberlinia doka wächst in Gegenden bei mittleren Jahresniederschlagsmengen von 900 und 1500 mm in Höhenlagen von 100 bis 1200 Meter. Dieser Pionierbaum wächst meist in Gruppen in Reinbeständen oder zusammen mit anderen Arten von Hülsenfrüchtlern.

## Verwendung
Das recht schwere, spröde und moderat beständige Holz wird für verschiedene Anwendungen genutzt. Es ist schwierig zu trocknen, es ist bekannt als Doka oder Sau.